# Mitropolia, Buzău
Mitropolia este un sat în comuna Brădeanu din județul Buzău, Muntenia, România.